# Sunny Side
Sunny Side é uma cidade localizada no estado americano de Geórgia, no Condado de Spalding.

## Demografia
Segundo o censo americano de 2000, a sua população era de 142 habitantes.
Em 2006, foi estimada uma população de 132, um decréscimo de 10 (-7.0%).

## Geografia
De acordo com o United States Census Bureau tem uma área de 0,5 km², dos quais 0,5 km² cobertos por terra e 0,0 km² cobertos por água.

## Localidades na vizinhança
O diagrama seguinte representa as localidades num raio de 16 km ao redor de Sunny Side.